# Ptycerata busckella
Ptycerata busckella is een vlinder uit de familie van de tastermotten (Gelechiidae). De wetenschappelijke naam van de soort is voor het eerst geldig gepubliceerd in 1910 door Charles Russell Ely.